# Bretaňský poloostrov

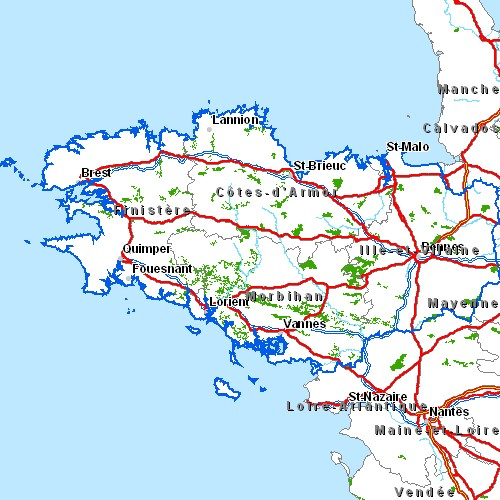
Mapa Bretaně

Bretaňský poloostrov (francouzsky Bretagne) je nejzápadnější poloostrov Francie mezi průlivem La Manche a Atlantským oceánem. Rozlohou zabírá asi 27000 km2. Rozkládá se zde francouzský region Bretagne. Zvlněná pahorkatina (až 384 m n. m.) s členitým (riovým) pobřežím. Jsou zde četná ložiska kaolínu. Pastvinářství. Je zde rozšířený rybolov a chov ústřic.
Původně měl poloostrov název keltského původu Armorika. Dnešní název pochází od Bretonců, původně keltských Britů přišlých z Británie v době stěhování národů.